# Балтазар Борзаґа
Балтазар Борзаґа (пол. Baltazar Borzaga; 17 березня 1746, Анау, Тіроль — 26 січня 1806, Загреб) — професор римського і кримінального права Львівського університету, ректор університету в 1785—1786 і 1801—1802 роках.
Доктор Віденського університету і впродовж 10 років його викладач. Пізніше викладав право в Терезіанській військовій академії.
Перший декан і директор правничого відділу Львівського університету.